# Roje
Roje so naselje v Občini Šentjernej.